# (53157) Akaishidake
(53157) Akaishidake ist ein Asteroid des Hauptgürtels, der am 5. Februar 1999 vom japanischen Astronomen Makio Akiyama an der Sternwarte in Mishima (IAU-Code 886) in der japanischen Präfektur Shizuoka entdeckt wurde.
Der Asteroid wurde am 7. Januar 2004 nach dem mit 3120 Metern siebthöchsten Berg Japans, dem Akaishi-dake, benannt.